# Онтоани
Онтоани (фр. Antoigny) насеље је и општина у северној Француској у региону Доња Нормандија, у департману Орн која припада префектури Алансон.
По подацима из 2011. године у општини је живело 128 становника, а густина насељености је износила 26,56 становника/km². Општина се простире на површини од 4,82 km². Налази се на средњој надморској висини од 150 метара (максималној 222 m, а минималној 138 m).

## Демографија
| 1962. | 1968. | 1975. | 1982. | 1990. | 1999. | 2011. |
| ----- | ----- | ----- | ----- | ----- | ----- | ----- |
| 156   | 163   | 142   | 144   | 125   | 118   | 128   |

График промене броја становника у току последњих година